# Lemniscomys mittendorfi
Lemniscomys mittendorfi is een knaagdier uit het geslacht Lemniscomys.

## Verwantschap
Het karyotype bedraagt 2n=56, FN=66-72. Deze soort werd oorspronkelijk beschreven als een ondersoort van de gestreepte grasmuis (L. striatus), maar later als een aparte soort erkend; mogelijk is hij nauwer verwant aan L. bellieri en L. macculus.

## Verspreiding
Deze soort komt voor op Mount Oku in Kameroen.
Zebragrasmuis (Lemniscomys barbarus) · Lemniscomys bellieri · Aalstreepgrasmuis (Lemniscomys griselda) · Lemniscomys hoogstraali · Lemniscomys linulus · Lemniscomys macculus · Lemniscomys mittendorfi · Lemniscomys rosalia · Lemniscomys roseveari · Gestreepte grasmuis (Lemniscomys striatus) · Lemniscomys zebra